# 凯内兹·哲尔吉
凯内兹·哲尔吉（匈牙利語：Kenéz György，1956年6月23日—），匈牙利男子水球运动员。他曾代表匈牙利国家队参加1976年夏季奥林匹克运动会水球比赛，获得一枚金牌。